# 토요타 세프터

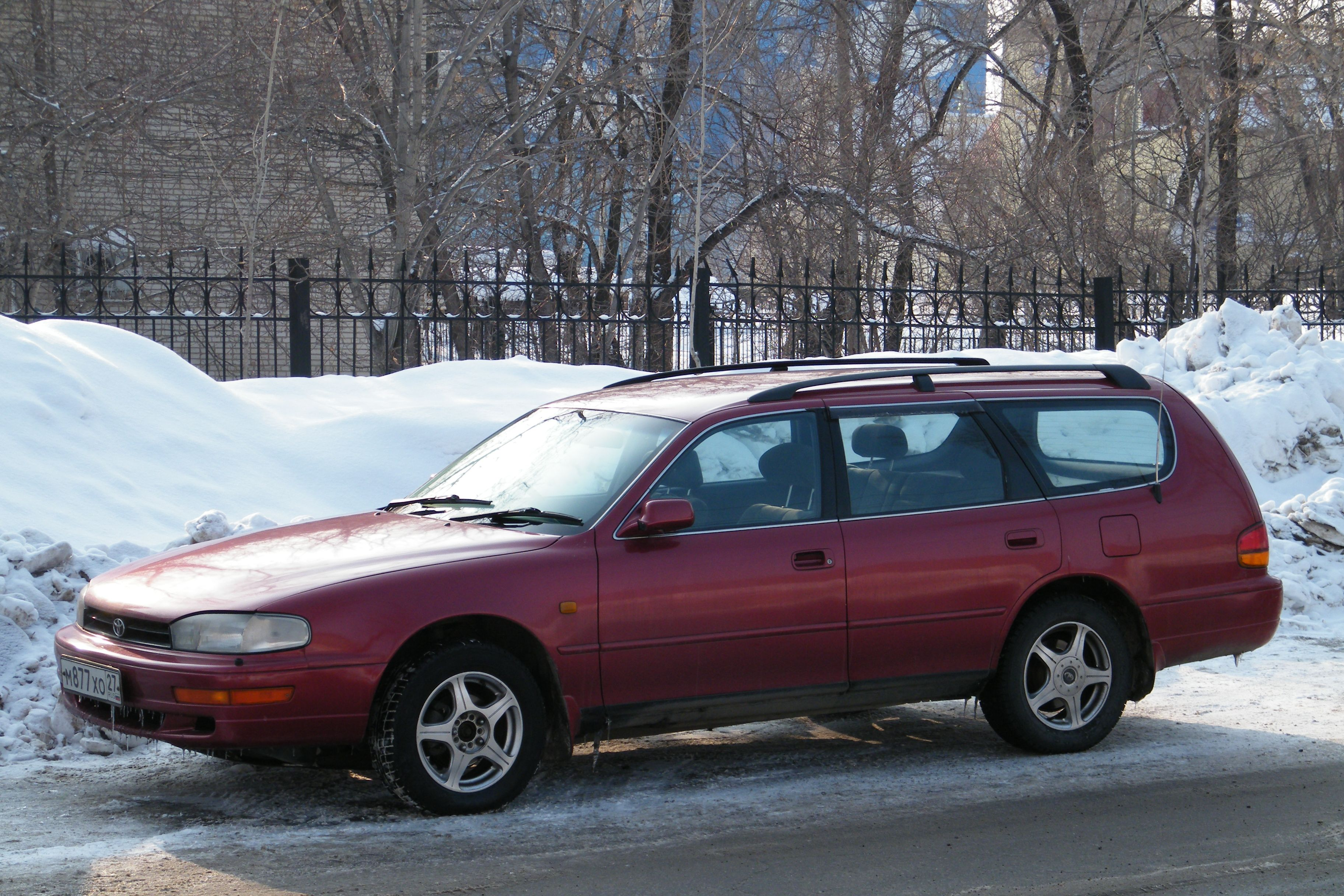
토요타 세프터 왜건 정측면

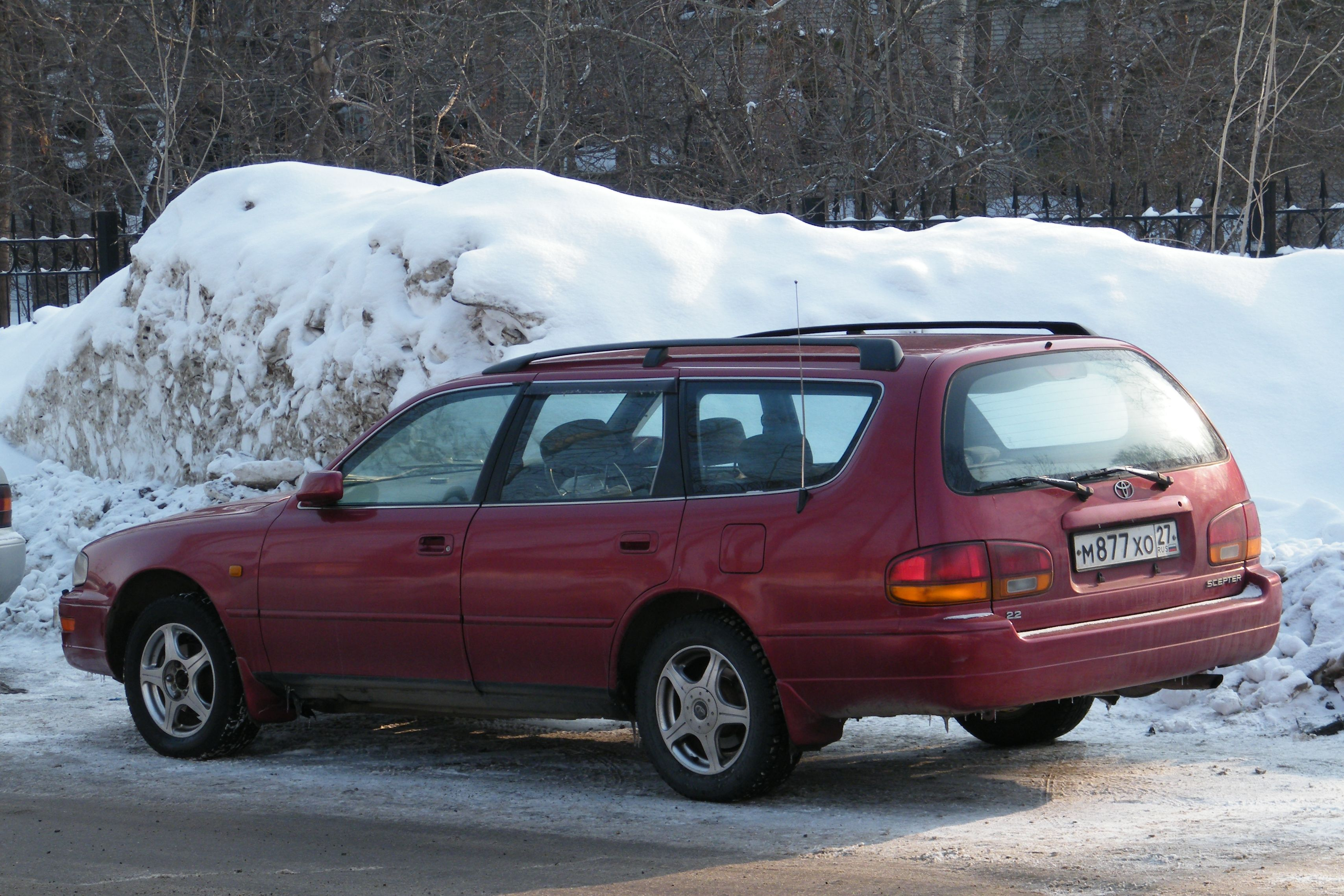
토요타 세프터 왜건 후측면

토요타 세프터(Toyota Scepter)는 토요타가 판매한 승용차이다. 일본 내수용의 4세대 캠리를 기반으로, 차체 크기 확대와 디자인 변경이 이루어졌다. 해외에서는 일본 내수용의 4세대 캠리 대신에 세프터가 캠리로 팔렸다. 1992년 9월에 미국에서 생산된 스테이션 왜건이 일본으로 역수입되어 첫 선을 보였다. 미국에서는 쿠페도 선보였는데, 이 역시 캠리로 팔렸다. 2개월 후인 1992년 11월에는 세단이 선보였는데, 일본에서 생산되었다. 1996년 12월에 6세대 캠리가 출시되어 세프터는 단종되었다.